# Eric Hoffmann (Handballspieler)
Eric Hoffmann (* 5. Mai 1989 in Stralsund) ist ein ehemaliger deutscher Handballspieler.
Hoffmann begann mit dem Handballspielen beim Stralsunder HV. Im Jahr 2006 wechselte er zu den Youngsters des SC Magdeburg (Handball) und war zudem beim Regionalligisten SV Concordia Staßfurt eingesetzt. Mit dem SC Magdeburg wurde er in den Jahren 2007 und 2008 Deutscher Vizemeister der A-Jugend. Ab der Saison 2008/2009 spielt er wieder beim Stralsunder HV; nach der Saison 2010/2011 verließ er den Verein und spielte bis Dezember 2012 nicht mehr; ab Januar 2013 war er wieder für den Stralsunder HV aktiv.
Mit dem Stralsunder HV spielte er 2008/2009 in der ersten Handball-Bundesliga.
Hoffmann besuchte das Stralsunder Goethe-Gymnasium und absolvierte ab August 2008 in Stralsund eine Ausbildung zum Bürokaufmann.
Sein älterer Bruder Martin Hoffmann spielt ebenfalls Handball.